# Pardosa pseudostrigillata
Pardosa pseudostrigillata este o specie de păianjeni din genul Pardosa, familia Lycosidae, descrisă de Tongiorgi, 1966. Conform Catalogue of Life specia Pardosa pseudostrigillata nu are subspecii cunoscute.